# Monzambano
Monzambano – miejscowość i gmina we Włoszech, w regionie Lombardia, w prowincji Mantua.
Według danych na rok 2004 gminę zamieszkiwało 4545 osób, 156,7 os./km².